# Torrente, un torbellino de pasiones
Torrente, un torbellino de pasiones é uma telenovela venezuelana produzida e exibida pela Venevisión entre 4 de abril e 9 de setembro de 2008. 
Foi protagonizada por Maritza Bustamante, Luciano D' Alessandro e Iván Tamayo e antagonizada por Anabell Rivero e Félix Loreto. 

## Elenco
- Maritza Bustamante - Ana Julia Briceño Mendizábal
- Luciano D' Alessandro - Reinaldo Gabaldón Leal
- Eduardo Orozco - Juan "Juancho" Gabaldón Leal
- Zair Montes - Charí Santa Cruz
- Anabell Rivero - Valeria Velutini
- Damián Genovese - Sebastián Gabaldón Leal
- Gioia Arismendi - Maruja Briceño Mendizábal
- Iván Tamayo - Bayardo Santa Cruz
- Gioia Lombardini - Rebeca Mendizábal
- Carlos Villamizar - Lorenzo Gabaldón
- Marcos Moreno - Atilio
- José Luis Useche - Hairo
- Zhandra De Abreu - Paola
- Susej Vera - Corina Pereira
- Gonzalo Cubero - Ortega
- Pedro Durán - Pacheko
- Félix Loreto - Cayo Gabaldón
- Verónica Ortiz - Nikdalia
- Carolina Motta - Baniba/Maria Ruiz
- Yina Vélez - Patricia
- Jessika Grau - Verónica Méndez
- Beatriz Fuentes - Margarita
- Christian McGaffney - Benjamin
- Liliana Meléndez - Rosita
- Marisol Matheus - Martina
- Vanesa Mendoza - Sofia
- César Flores - Arturo Freitas
- Mayra Africano - Nueke/ Domitila
- Belén Peláez - Mariela
- Ileana Jacket - Raquel Arizmendi Montoya
- Desideria D'Caro - Claudia Moreno
- Monica Pasqualotto - Tamara Domínguez
- Mauricio González - Omar Araulfo
- Rodolfo Drago - Yanis Alarcon